# Ernst Zermelo
Ernst Friedrich Ferdinand Zermelo (Berlín Juliol 27 de 1871 - 21 de maig de 1953) fou un matemàtic i filòsof Alemany. Principalment és conegut pel seu treball en teoria de conjunts.

## Vida i Obra
Va cursar els seus estudis secundaris en el Luisenstädtisches Gymnasium de Berlín on va acabar-los el 1889. Després va estudiar matemàtiques, física i filosofia a les universitats de Berlín, Halle i Friburg. Va finalitzar el seu doctorat en 1894 i va ser premiat per la Universitat de Berlín per la seva dissertació sobre el càlcul de variacions (Untersuchungen zur Variationsrechnung).
Zermelo va romandre a la Universitat de Berlín, on va ser nomenat ajudant de  Planck i sota la seva guia va començar a estudiar hidrodinàmica.
El 1897 va marxar a la Universitat de Göttingen, que en aquell moment era el centre més important per a la investigació matemàtica en el món, on va completar la seva tesi d'habilitació el 1899.
El 1900, en la conferència del Congrés Internacional de Matemàtics a París, David Hilbert va desafiar a la comunitat matemàtica amb els famosos Problemes de Hilbert, una llista de 23 problemes fonamentals no resolts, que els matemàtics havien d'atacar durant el segle entrant. El primer d'aquests problemes, un problema de teoria de conjunts, era la hipòtesi del continu creada per  Cantor el 1878.
Zermelo va començar a treballar en els problemes de teoria de conjunts i el 1902 va publicar el seu primer treball sobre l'addició de cardinals transfinits. El 1904, va donar amb èxit el primer pas suggerit per Hilbert per a la hipòtesi del continu, quan va provar el teorema del bon ordre ("tot conjunt pot estar ben ordenat"). Aquest resultat li va atorgar fama a Zermelo, que va ser nomenat a Göttingen, al desembre de 1905. La seva prova del teorema del bon ordre, que es basava en l'axioma d'elecció, no va ser acceptat per tots els matemàtics, en part perquè la teoria de conjunts mancava d'una axiomatització en aquest temps. El 1908, Zermelo va aconseguir una prova que va tenir una acollida més àmplia.
El 1905 va començar a axiomatitzar la teoria de conjunts, i el 1908 va publicar els seus resultats tot i haver fallat en provar la consistència del sistema axiomàtic.
Cal destacar que, el 1922, Adolf Fraenkel i Thoralf Skolem de forma independent van perfeccionar el sistema axiomàtic de Zermelo. El sistema resultant, conegut ara com a axiomes de Zermelo-Fraenkel, amb deu axiomes, és el més usat per a la teoria axiomàtica de conjunts.
El 1910 Zermelo va deixar Göttingen quan va obtenir un nomenament a la càtedra de matemàtiques a la Universitat de Zúric, a la qual va renunciar el 1916.
Va obtenir una càtedra honorària a Freiburg im Breisgau el 1926 però va renunciar-hi el 1935 per la seva desaprovació al règim de Hitler. En finalitzar la Segona Guerra Mundial sol·licitar que li fos restaurada la seva posició honorària a Freiburg, la qual cosa es va concretar el 1946.
Zermelo va morir a Freiburg im Breisgau, Alemanya, l'any 1953.